# Omar De Felippe
Omar Osvaldo De Felippe (Buenos Aires, 3 de abril de 1962) es un exfutbolista y actual entrenador argentino. Jugaba como mediocampista. Actualmente dirige a Central Córdoba (SdE) y lo sacó campeón de la Copa Argentina edición 2024. Es veterano de la guerra de Malvinas.

## Carrera como entrenador

### Inicios
Cuando decidió abandonar la práctica activa del fútbol, el objetivo de De Felippe fue ser director técnico. Hizo un año del curso en la ciudad de Bahía Blanca y lo terminó en Buenos Aires. Comenzó en las divisiones inferiores de Atlanta y luego pasó por las de Huracán.

#### Asistente técnico de Ricardo Zielinski
Fue ayudante de Ricardo Zielinski en San Telmo en la temporada 1997/1998 en la Primera B.

#### Asistente técnico de Julio César Falcioni
En el año 1999 empezó a trabajar con Julio César Falcioni en Vélez Sarsfield como ayudante de campo del reconocido entrenador. Pasaron juntos por Olimpo consiguiendo la permanencia, por Banfield clasificando y llegando hasta cuartos de final de la Copa Libertadores.

### Olimpo
De Felippe fue contratado como entrenador por Olimpo en el primer semestre de 2009.Tras algunas buenas actuaciones se le renovó el contrato para dirigir al equipo en el torneo de la Primera B Nacional 2009-10. Esa temporada logró el campeonato y el ascenso a la Primera División con tres fechas de anticipación.En su primera temporada en Primera División logró la permanencia con holgura. En el Clausura 2011 terminó en la cuarta ubicación con 30 puntos, realizando así la mejor campaña en la historia de este club.No obstante, a la siguiente temporada se desarmó el plantel y fue despedido tras un mal arranque en el Apertura 2011.

### Quilmes
Tras la renuncia de Caruso Lombardi en Quilmes, De Felippe fue contratado para hacerse cargo del equipo que en ese momento ocupaba la cuarta posición en el campeonato.Tras lograr 7 victorias en las que su equipo convirtió 14 goles y no recibió ninguno, consiguió el segundo puesto y el ascenso directo a la Primera División quedando solamente 1 punto por detrás de River Plate.En su paso por la Primera División logró el quinto puesto en el Final 2013 logrando nuevamente la permanencia de manera holgada. A pesar de los buenos resultados y haber encontrado un estilo de juego, De Felippe decidió no renovar su contrato.

### Independiente
El 28 de agosto de 2013, tras la salida de Miguel Ángel Brindisi, De Felippe asumió al frente de la dirección técnica de Independiente en la fecha 5 con el equipo en los últimos puestos de la B Nacional y en zona de descenso directo a la B Metropolitana.Pero rápidamente comienza a encontrar resultados positivos que lo llevan a finalizar la primera rueda en zona de ascenso y una solidez defensiva que batió el récord histórico de la división de mayor cantidad de minutos con la valla invicta. Sin embargo, la segunda parte del Torneo de la B Nacional fue muy irregular, llegando a estar 7 partidos sin conocer la victoria. Finalmente luego de varias remontadas en las últimas fechas y de un partido desempate con Huracán, obtuvo el ansiado ascenso.Luego del ascenso, dejó su cargo argumentando diferencias con la dirigencia.

### Emelec
El Club Sport Emelec llegó a un acuerdo para que sea el nuevo timonel de los azules y tome las riendas del plantel millonario por un contrato hasta junio de 2016.Hizo historia en el club ecuatoriano al consagrarlo como Tricampeón Nacional, hecho inédito para un equipo de la Costa y que no ocurría hace 32 años en el país.En mayo de 2016, decidió no renovar su vínculo y dejó su cargo como entrenador.

### Vélez Sarsfield
El 30 de septiembre de 2016, fue confirmado como entrenador de Vélez Sarsfield.Luego de una serie de malos resultados, presentó su renuncia indeclinable el 7 de noviembre de 2017.

### Newell's Old Boys
En febrero de 2018, fue anunciado como entrenador de Newell's Old Boys y reemplazó a Juan Manuel Llop.En un ciclo irregular, donde nunca pudo triunfar como visitante, fue relevado de sus funciones en noviembre del mismo año.

### Atlético Tucumán
El 1 de enero de 2021, De Felippe fue contratado como técnico de Atlético Tucumán.No obstante, en octubre del mismo año, presentó su renuncia al cargo luego de una serie de malos resultados.

### Platense
El 5 de abril de 2022, fue anunciado como entrenador de Platense en reemplazo de Claudio Spontón.Tras la finalización de la temporada, el club anunció que no le renovaría el contrato a pesar de haber asegurado la permanencia en la máxima categoría.

### Central Córdoba (SdE)
El 3 de agosto de 2023, De Felippe acordó ser el entrenador de Central Córdoba de Santiago del Estero.El 2 de enero de 2024, dejó su cargo luego de llegar a un acuerdo con la dirigencia.
En julio de 2024, inició su segunda etapa al frente del club santiagueño en reemplazo de Lucas González.El 11 de diciembre, obtuvo la Copa Argentina después de vencer a Vélez por 1-0 en la final. Luego dirigió al «Central Córdoba de los milagros» en la Copa Libertadores 2025, donde venció 2-1 al Flamengo en el mítico estadio Maracaná.

## Concepto técnico
De Felippe, como ayudante de campo, era conocido por su dedicación para las jugadas preparadas y la pelota parada. No obstante, como director técnico, más allá de los conceptos defensivos incorporados en su paso como asistente de Julio César Falcioni, destaca la importancia del buen juego, de ser protagonista, de llegar con varios jugadores al ataque y de tener un estilo ofensivo.
"Si tengo la posibilidad de tener los jugadores que quiero, me gusta tener enganche, delanteros por adentro y por afuera. En defensa mayormente prefiero trabajar con cuatro. Pero más allá del sistema lo importante es el concepto. Conmigo el jugador tiene permiso para jugar. Ese concepto no se negocia y es el punto de partida. Cuando se empieza a animar a jugar, ahí me doy permiso yo para implementar otras variantes, incluso dentro de un mismo partido."
Omar De Felippe.

## Guerra de Malvinas
De Felippe, el 7 de abril de 1982, cuando jugaba en las divisiones inferiores de Huracán, fue llamado por el Ejército Argentino para ir a la Guerra de Malvinas. A los pocos días desembarcó en isla Soledad y tras caminar más de 12 kilómetros por un camino sinuoso y acechado por las bajas temperaturas llegó a Puerto Argentino. En el transcurso de la guerra no sufrió heridas de gravedad mayor aunque estuvo cerca de la muerte más de una vez. En una ocasión, su capitán, el capitán Zunino, le salvó la vida al ordenarle que abandone su posición en el momento oportuno. Una bomba cayó en el lugar exacto en el que se había estado resguardando segundos atrás. El 14 de junio la guerra llegó a su fin. "Cuando se firmó la rendición, nosotros estábamos volviendo del frente. Caminamos unos ocho kilómetros, pero fue un caos. Si bien la guerra se había terminado, nos seguían disparando. Hubo heridos y hasta muertos. Fue un descontrol. Teníamos que empezar a readaptarnos a lo que sería la vuelta. Nos juntaron a todos en Puerto Argentino para llevarnos al aeropuerto y, en la mitad del camino, nos iban desarmando. Eso fue devastador".
Hablar de Malvinas me llevó casi 7 años. Me escapaba de las notas porque no tenía claro qué contar.
Omar De Felippe.
Uno debe homenajear a los compañeros que volvieron y a los que quedaron allá. Es importante que no se olvide y las nuevas generaciones lo sepan.
Omar De Felippe.
Siempre lo digo, más allá de lo familiar, el fútbol me salvó la vida. Era mi motivación para seguir cada día después de haber vuelto. La guerra y el fútbol no tienen nada que ver.
Omar De Felippe.

## Clubes

### Como futbolista
| Club                    | País      | Año       |
| ----------------------- | --------- | --------- |
| Huracán                 | Argentina | 1983-1985 |
| Huracán                 | Argentina | 1987-1988 |
| Arsenal                 | Argentina | 1988-1990 |
| Once Caldas             | Colombia  | 1990-1991 |
| Villa Mitre             | Argentina | 1991-1992 |
| Rosario Puerto Belgrano | Argentina | 1993      |
| Villa Mitre             | Argentina | 1993-1994 |
| Olimpo                  | Argentina | 1994      |

### Como entrenador

#### Estadísticas
| Equipo                      | Div.                 | Temporada              | Estadísticas | Estadísticas | Estadísticas | Estadísticas | Estadísticas | Estadísticas | Estadísticas | Estadísticas | Estadísticas |
| Equipo                      | Div.                 | Temporada              | PJ           | G            | E            | P            | GF           | GC           | DG           | Efectividad% |              |
| --------------------------- | -------------------- | ---------------------- | ------------ | ------------ | ------------ | ------------ | ------------ | ------------ | ------------ | ------------ | ------------ |
| Olimpo Argentina            | 2ª                   | 2008-09                | 13           | 3            | 4            | 6            | 13           | 22           | -9           | 33.34%       |              |
| Olimpo Argentina            | 2ª                   | 2009-10                | 38           | 19           | 14           | 5            | 50           | 24           | +26          | 62.28%       |              |
| Olimpo Argentina            | 1ª                   | 2010-11                | 38           | 13           | 9            | 16           | 46           | 49           | -3           | 42.1%        |              |
| Olimpo Argentina            | 1ª                   | 2011-12                | 15           | 2            | 8            | 5            | 15           | 21           | -6           | 31.11%       |              |
| Olimpo Argentina            | Total                | Total                  | 104          | 37           | 35           | 32           | 124          | 116          | +8           | 46.8%        |              |
| Quilmes Argentina           | 2ª                   | 2011-12                | 11           | 7            | 2            | 2            | 21           | 5            | +16          | 69.7%        |              |
| Quilmes Argentina           | 2ª                   | CA 2011-12             | 1            | 0            | 0            | 1            | 1            | 2            | -1           | 0%           |              |
| Quilmes Argentina           | 1ª                   | 2012-13                | 38           | 11           | 17           | 10           | 44           | 45           | -1           | 43.86%       |              |
| Quilmes Argentina           | 1ª                   | CA 2012-13             | 2            | 2            | 0            | 0            | 6            | 1            | +5           | 100%         |              |
| Quilmes Argentina           | Total                | Total                  | 52           | 20           | 19           | 13           | 72           | 53           | +19          | 50.64%       |              |
| Independiente Argentina     | 2ª                   | 2013-14                | 39           | 18           | 14           | 7            | 47           | 31           | +16          | 58.12%       |              |
| Independiente Argentina     | 2ª                   | CA 2013-14             | 1            | 1            | 0            | 0            | 4            | 2            | +2           | 100%         |              |
| Independiente Argentina     | Total                | Total                  | 40           | 19           | 14           | 7            | 51           | 33           | +18          | 59.17%       |              |
| Emelec · Ecuador            | 1ª                   | 2015                   | 32           | 19           | 9            | 4            | 59           | 23           | +36          | 68.76%       |              |
| Emelec · Ecuador            | 1ª                   | CL 2015                | 7            | 3            | 1            | 3            | 6            | 5            | +1           | 47.62%       |              |
| Emelec · Ecuador            | 1ª                   | CS 2015                | 6            | 3            | 2            | 1            | 8            | 3            | +5           | 61.11%       |              |
| Emelec · Ecuador            | 1ª                   | 2016                   | 16           | 11           | 3            | 2            | 31           | 21           | +10          | 75%          |              |
| Emelec · Ecuador            | 1ª                   | CL 2016                | 6            | 1            | 1            | 4            | 10           | 14           | -4           | 22.23%       |              |
| Emelec · Ecuador            | Total                | Total                  | 67           | 37           | 16           | 14           | 114          | 66           | +48          | 63.18%       |              |
| Velez Sarsfield Argentina   | 1ª                   | 2016-17                | 24           | 9            | 6            | 9            | 27           | 29           | -2           | 45.83%       |              |
| Velez Sarsfield Argentina   | 1ª                   | CA 2016-17             | 4            | 2            | 1            | 1            | 2            | 1            | +1           | 58.33%       |              |
| Velez Sarsfield Argentina   | 1ª                   | 2017-18                | 8            | 3            | 1            | 4            | 6            | 11           | -5           | 41.67%       |              |
| Velez Sarsfield Argentina   | Total                | Total                  | 36           | 14           | 8            | 14           | 35           | 41           | -6           | 46.3%        |              |
| Newell's Old Boys Argentina | 1ª                   | 2017-18                | 9            | 4            | 1            | 4            | 9            | 10           | -1           | 48.14%       |              |
| Newell's Old Boys Argentina | 1ª                   | Sudamericana 2018      | 2            | 1            | 0            | 1            | 2            | 4            | -2           | 50%          |              |
| Newell's Old Boys Argentina | 1ª                   | CA 2017-18             | 4            | 2            | 1            | 1            | 6            | 2            | +4           | 58.33%       |              |
| Newell's Old Boys Argentina | 1ª                   | 2018-19                | 13           | 3            | 3            | 7            | 10           | 12           | -2           | 30.77%       |              |
| Newell's Old Boys Argentina | Total                | Total                  | 28           | 10           | 5            | 13           | 27           | 28           | -1           | 41.66%       |              |
| Atlético Tucumán Argentina  | 1ª                   |                        |              |              |              |              |              |              |              |              |              |
| Atlético Tucumán Argentina  | 1ª                   | Copa LPF 2021          | 13           | 5            | 3            | 5            | 24           | 20           | +4           | 46.15%       |              |
| Atlético Tucumán Argentina  | 1ª                   | CA 2019-20             | 2            | 1            | 0            | 1            | 4            | 2            | +2           | 50%          |              |
| Atlético Tucumán Argentina  | 1ª                   | 2021                   | 15           | 4            | 4            | 7            | 12           | 20           | -8           | 35.56%       |              |
| Atlético Tucumán Argentina  | Total                | Total                  | 30           | 10           | 7            | 13           | 40           | 42           | -2           | 41.11%       |              |
| Platense Argentina          | 1ª                   |                        |              |              |              |              |              |              |              |              |              |
| Platense Argentina          | 1ª                   | Copa LPF 2022          | 6            | 0            | 3            | 3            | 5            | 10           | -5           | 16.67%       |              |
| Platense Argentina          | 1ª                   | CA 2022                | 1            | 0            | 1            | 0            | 1            | 1            | 0            | 33.33%       |              |
| Platense Argentina          | 1ª                   | 2022                   | 27           | 7            | 11           | 9            | 23           | 25           | -2           | 39.51%       |              |
| Platense Argentina          | Total                | Total                  | 34           | 7            | 15           | 12           | 29           | 36           | -7           | 35.29%       |              |
| Central Córdoba Argentina   | 1ª                   |                        |              |              |              |              |              |              |              |              |              |
| Central Córdoba Argentina   | 1ª                   | Copa LPF 2023          | 14           | 5            | 4            | 5            | 11           | 14           | -3           | 45.24%       |              |
| Central Córdoba Argentina   | 1ª                   | CA 2023                | 1            | 0            | 1            | 0            | 0            | 0            | 0            | 33.33%       |              |
| Central Córdoba Argentina   | 1ª                   | 2024                   | 19           | 8            | 6            | 5            | 22           | 16           | +6           | 52.94%       |              |
| Central Córdoba Argentina   | 1ª                   | CA 2024                | 4            | 3            | 1            | 0            | 5            | 2            | +3           | 83.33%       |              |
| Central Córdoba Argentina   | 1ª                   | Apertura 2025          | 16           | 5            | 3            | 8            | 21           | 22           | -1           | 37.5%        |              |
| Central Córdoba Argentina   | 1ª                   | CA 2025                | 1            | 0            | 0            | 1            | 0            | 1            | -1           | 0%           |              |
| Central Córdoba Argentina   | 1ª                   | Copa Libertadores 2025 | 6            | 3            | 2            | 1            | 7            | 7            | 0            | 61.11%       |              |
| Central Córdoba Argentina   | 1ª                   | Clausura 2025          | 5            | 1            | 4            | 0            | 5            | 4            | +1           | 46.67%       |              |
| Central Córdoba Argentina   | 1ª                   | Copa Sudamericana 2025 | 3            | 2            | 1            | 0            | 4            | 0            | +4           | 77.78%       |              |
| Central Córdoba Argentina   | Total                | Total                  | 69           | 27           | 22           | 20           | 75           | 66           | +9           | 49.76%       |              |
| Total en sus equipos        | Total en sus equipos | Total en sus equipos   | 460          | 181          | 141          | 138          | 567          | 480          | +87          | 49.57%       |              |

Actualizado al 17-08-2025

#### Resumen por competencias
| Competición                   | PD  | G   | E   | P   | GF  | GC  | Dif. | Rendimiento | Mejor resultado    |
| ----------------------------- | --- | --- | --- | --- | --- | --- | ---- | ----------- | ------------------ |
| Primera División de Argentina | 227 | 70  | 73  | 84  | 240 | 264 | -24  | 41.56%      | Cuarto lugar       |
| Primera B Nacional            | 101 | 47  | 34  | 20  | 131 | 82  | +49  | 57.75%      | Campeón            |
| Primera División de Ecuador   | 48  | 30  | 12  | 6   | 90  | 44  | +46  | 70.83%      | Campeón            |
| Copa Argentina                | 21  | 11  | 5   | 5   | 29  | 14  | +15  | 60.32%      | Campeón            |
| Copa de la Liga Profesional   | 33  | 10  | 10  | 13  | 40  | 44  | -4   | 40.4%       | Decimotercer lugar |
| Copa Libertadores de América  | 19  | 7   | 4   | 8   | 23  | 26  | -3   | 43.86%      | Cuartos de final   |
| Copa Sudamericana             | 11  | 6   | 3   | 2   | 14  | 7   | +7   | 63.64%      | Octavos de final   |
| Total                         | 460 | 181 | 141 | 138 | 567 | 480 | +87  | 49.57%      | Tres títulos       |

## Palmarés

### Como entrenador

#### Torneos nacionales
| Título             | Club                  | País      | Año     |
| ------------------ | --------------------- | --------- | ------- |
| Primera B Nacional | Olimpo                | Argentina | 2009-10 |
| Serie A de Ecuador | Emelec                | Ecuador   | 2015    |
| Copa Argentina     | Central Córdoba (SdE) | Argentina | 2024    |

#### Otros logros
| Título                     | Club          | País      | Año     |
| -------------------------- | ------------- | --------- | ------- |
| Ascenso a Primera División | Quilmes       | Argentina | 2011-12 |
| Ascenso a Primera División | Independiente | Argentina | 2013-14 |